# Koyuki Katō
Koyuki Katō, meglio conosciuta solo come Koyuki (加藤 小雪?, Katō Koyuki; Zama, 18 dicembre 1976), è un'attrice e modella giapponese.

## Biografia
Entra nel mondo dello spettacolo nel 1995, quando inizia la carriera di modella professionista, partecipando anche al contempo, come attrice, in diversi dorama giapponesi, oltre che per spot pubblicitari. Il primo ruolo che la portò alla ribalta internazionale fu la partecipazione al film L'ultimo samurai, con Tom Cruise.

## Vita privata
Il 1º aprile 2011 ha sposato l'attore Ken'ichi Matsuyama, l'interprete di L in Death Note - Il film, conosciuti sul set di Kamui Gaiden. La coppia ha avuto tre figli: il primo nato il 5 gennaio 2012, il secondo nel gennaio 2013 nella Corea del Sud e il terzo nel luglio 2015.

## Filmografia parziale

### Cinema
Nel cinema
- Kairo, regia di Kiyoshi Kurosawa (2001)
- Laundry (2002)
- Alive (2002)
- Spy Sorge (2003)
- L'ultimo samurai (2003)
- Always Sanchōme no Yūhi (2005)
- Genghis Khan - Il grande conquistatore (2007)
- Always Zoku Sanchōme no Yūhi (2007)
- The Battle of Red Cliff (2008)
- Kamui Gaiden (2009), basato sull'opera omonima L'invincibile Ninja Kamui.
- The Last Vampire - Creature nel buio (2009)
- Always Sanchōme no Yūhi '64 (2012)

### Dorama
- 2009: Mr. Brain
- 2008: Sasaki fusai no jingi naki tatakai
- 2005: Engine (serie televisiva)
- 2004: Boku to kanojo to kanojo no ikiru michi
- 2003: Kimi wa Petto
- 2002: Antique Cake Store, basato sul manga Antique Bakery.
- 2001: Italiatsu
- 2001: Mukodono!
- 2000: Beautiful Life
- 2000: Ikebukuro West Gate Park
- 2000: Love Complex
- 1999: Ren'ai kekkon no hōsoku
- Suekko chounan ane san nin
- Tentai Kanzoku
- Taburoido
- Shomuni 1
- Koi wa aserazu